# Apolonka (Silésie)
Pour les articles homonymes, voir Apolonka.
Apolonka (prononciation : [apɔˈlɔnka]) est une localité polonaise de la gmina de Janów, située dans le powiat de Częstochowa en voïvodie de Silésie.